# Manuel Duran i Duran
Manuel Duran i Duran (Barcelona, 11 de setembre de 1863 - Barcelona, 9 de juliol de 1906) va ser un escriptor i dibuixant català.
El 1894 va ser nomenat professor de Teoría i Història de les Belles Arts a l'Escola de Belles Arts de Barcelona i també fou director artístic de l'Enciclopèdia Universal il·lustrada Espasa. Poc abans de la seva mort, el 1906 va publicar Resumen gráfico de la historia del Arte, un compendi d'Arquitectura, Escultura i Pintura, reeditat sovint, i algunes narracions en català, com El Ton de la Muga premiada amb un premi extraordinari als jocs florals del 1905. Col·laborà, amb texts i il·lustracions, a Catalunya i a La Il·lustració Catalana, i també fou l'il·lustrador de l'obra monumental Galería de celebridades femeninas en Barcelona apareguda el 1895. Fou el pare d'Eudald, Estanislau, Raimon, Manuel i Francesc Duran i Reynals.